# Hergé

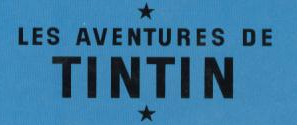
Hergé este cel mai bine cunoscut pentru Aventurile lui Tintin

Hergé este pseudonimul lui Georges Prosper Remi (n. 22 mai 1907, Etterbeek - d. 3 martie 1983, Woluwe-Saint-Lambert, Belgia) care a fost un autor belgian de benzi desenate francofone cel mai bine cunoscut pentru seria Aventurile lui Tintin și stilul „ligne claire” (linie clară).